# 9:10 PM
『9:10 PM』（くじじゅっぷんピーエム）は、THE 野党の2作目のオリジナルアルバム。2012年4月25日リリース。

## 概要
- 湘南乃風のSHOCK EYE、ポルノグラフィティの新藤晴一、トラックメイカーの篤志が結成したユニット「THE 野党」のセカンドアルバム。
- 前作『8:10 PM』とは異なり、通常盤のみでのリリースである。初回仕様には「2ndツアー『遊説2012 〜Second〜』チケット先行案内」、「"「Golden Hen」ビデオクリップメイキングシアター" 鑑賞パスワード」が封入される。
- タイトルの時間が前作より1時間進んだ理由は、「飲みもよりディープになってきて、だんだん盛り上がってきた感じ」[2]。
- 篤志は「（前作より）色とりどりの要素が入ってる」[3]、「（前作とは異なり）3人でフレキシブルに動けるライブをやってみたいという前提があって制作された面もある」[4]とインタビューに答えている。
- 制作の後半から「クラブっぽい音楽」というキーワードが出てきた。これはTHE野党が一番動ける活動の仕方として、「クラブのような小さなハコ（会場）にも対応出来るようにする」ため[2]。また、ゲストとしてTEE、Diggy-MO'（SOUL'd OUT）、吉井レインが参加し、フィーチャリングの曲が3曲制作された[5]。

## 収録曲
1. Second H.S.A
  - 弦から始まる緊張と緩和がテーマのスリリングなオープニング[2]。
2. Golden Hen
  - 今作のアルバムの一つの大きなコンセプトになっている曲[1]。プロモーション用にPVが制作された。
  - タイトルはSHOCKが伝説的なレゲエアーティスト「テナー・ソウ (en:Tenor Saw)」の曲「Golden Hen」が世界観にあってると思い付けられた[1]。
3. Better Days with TEE
  - アルバムの最後に作られた曲[2]。篤志曰く、「THE野党らしい曲になった」[2]。
4. UNCHAIN
5. 帚星
  - タイトルの読みは「ほうきぼし」[1]。ギターではなくストリングスがメインリフというTHE野党には珍しい曲[1]。
6. My Steady Home
7. ゲラップ!!!
  - タイトルの「!」が3つの理由はTHE野党が3人だから[1]。篤志曰く、SHOCK無しでもTHE野党を成立させたかった挑戦的な曲[1]。
  - ブックレットに歌詞が掲載されていないのは「記載するほどでもなくインク代がもったいない」という理由[1]。
8. Brave Heart
  - シンプルな方向に持って行ったため楽器数が少ない曲[1]。
9. Break JAM with Diggy-MO' (SOUL'd OUT)
10. ヘイ!タクシー
  - キーワードは「哀愁」であり、サビはひたすら「リーマンショック」なアルバムならではの曲[2]。
  - レコーディングでは新藤がギターとベースを弾き、篤志がドラムを叩き、SHOCKがギターを弾きつつ、スクラッチも入れた[1][2]。新藤曰く、篤志の編集能力が高すぎて結構上手くできてしまったという[1]。
11. Cradle Song
  - SHOCKならではの海を感じさせる曲[1]。
12. 一滴 with 吉井レイン
  - アルバムの最初に作られた曲のため他の曲とは若干雰囲気が違う[1]。
  - オープニングのギターから始まって段々加速していく曲[1]。

## 演奏
- SHOCK EYE
  - Dee-Jay
  - Guitar & Scratch (#10)
- 新藤晴一
  - Guitar
  - Bass (#10)
- 篤志
  - Track Manager
  - Drums (#10)
- 宮川剛：Drums (#6.8.9.12)
- Chirolyn：Bass (#6.12)
- 櫻井陸来：Bass (#7)
- HISAYO：Bass (#8.9)
- TEE：Vocals (#3)
- Diggy-MO' (SOUL'd OUT)：Vocals (#9)
- 吉井レイン：Vocals (#12)